# ويليام جيليت
ويليام هوكر جيليت (بالإنجليزية: William Gillette)‏ (24 يوليو 1853 بهارتفورد في كونيتيكت - 29 أبريل 1937 بهارتفورد)، ممثل وكاتب مسرحي.

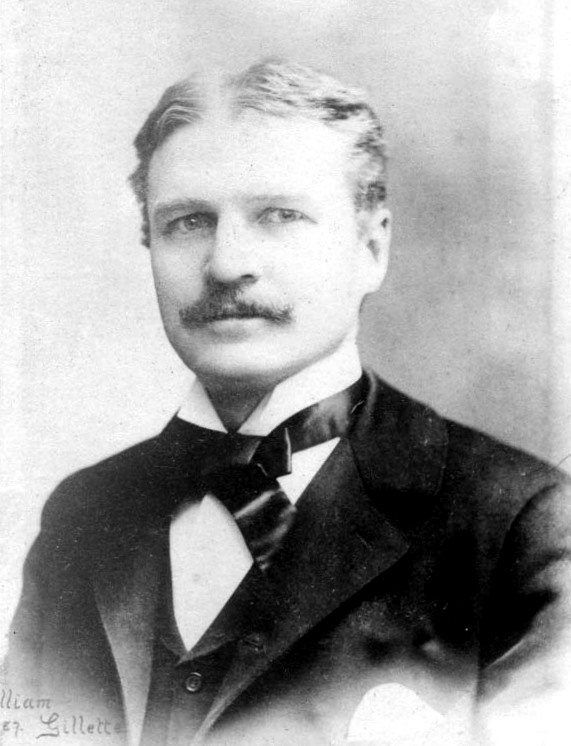
ويليام جيليت عام 1895

## روابط خارجية
- ويليام جيليت على موقع IMDb (الإنجليزية)
- ويليام جيليت على موقع الموسوعة البريطانية (الإنجليزية)
- ويليام جيليت على موقع ألو سيني (الفرنسية)
- ويليام جيليت على موقع أول موفي (الإنجليزية)
- ويليام جيليت على موقع قاعدة بيانات برودواي على الإنترنت (الإنجليزية)
- ويليام جيليت على موقع إن إن دي بي (الإنجليزية)
- ويليام جيليت على موقع قاعدة بيانات الفيلم (الإنجليزية)
- ويليام جيليت على موقع كينوبويسك (الروسية)